# Stictylus mycophilus
Stictylus mycophilus är en rundmaskart. Stictylus mycophilus ingår i släktet Stictylus och familjen Neotylenchidae. Inga underarter finns listade i Catalogue of Life.